# متلازمة اصطكاك الورك المفصلية

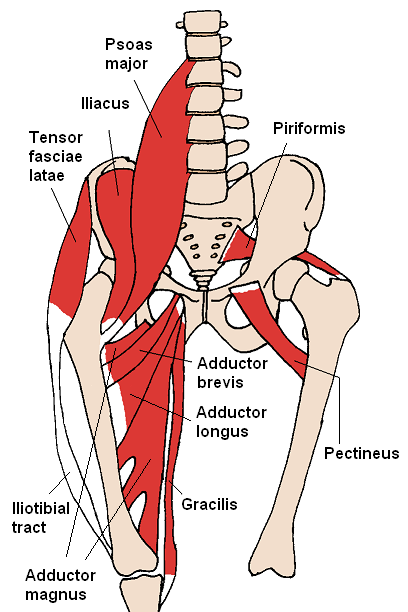
عضلات الورك الداخلية

متلازمة اصطكاك الورك المفصلية أو اصطكاك الوَرِك أو الوَرِك المُصطك يشار إليها أيضًا باسم وَرِك الراقص، وهي حالة طبية تتميز بإحساس مفاجئ يُشعر به عند ثني الورك وتمديده. قد يكون هذا مصحوبًا بصوت طقطقة مسموعة وفرقعة بالإضافة إلى الألم وعدم الراحة. غالبًا ما يتناقص الألم مع الراحة وقلة الحركة. تُصنف متلازمة اصطكاك الورك حسب موقع الاصطكاك، إما خارج المفصل أو داخله.

## أعراض المرض
يُسمع في بعض الحالات صوت طقطقة عند تحريك الوتر في منطقة الفخذ من موضع الثني (الركبة نحو الخصر) إلى موضع المد (الركبة إلى تحت ومفصل الورك مستقيم). يمكن أن تكون الحركة غير مؤلمة.  قد ينتج عن الحركة البدنية لفترة طويلة ألم أو عدم ارتياح ناتج عن التهاب الجراب الزلالي. غالبًا ما يتناقص الألم مع الراحة ونقص النشاط. عادة ما تستمر الأعراض لشهور أو سنوات دون علاج كما أنها قد تكون مؤلمة للغاية.

### خارج المفصل
- خارج المفصل الجانبي

يعد النوع خارج المفصل الجانبي الأكثر شيوعًا لمتلازمة اصطكاك الورك وذلك عندما تنزلق السبيل الحرقفي الظنبوبي أو تُشد العضلة الموترة للفافة العريضة أو وتر العضلة الألوية الوسطى ذهابًا وإيابًا عبر المدور الكبير لعظم الفخذ.
- خارج المفصل الوسطي

وهو النوع الأقل شيوعًا، إذ يُقبَض الوتر القطني في العمود الفقري الحرقفي الأمامي السفلي أو المدور الأصغر، أو الحافة الصفراوية على امتداد الورك، حيث ينتقل الوتر من موضع جانبي أمامي إلى موضع خلفي (خلفي، متوسط) مع الاستخدام المفرط.
قد يُسبب الاحتكاك الناتج عن الاستخدام المفرط للمفصل ظهور أعراض مؤلمة، ما يؤدي إلى صدمة في العضلات أو التهاب كيسي أو التهاب في المنطقة بصفة عامة.

### داخل المفصل
نظرًا إلى أن العضلة القطنية أو عضلة الورك المثنية تعبر مباشرة عبر الشفا العلوية الأمامية للورك، فإن اضطراب الورك داخل المفصل يمكن أن يؤدي إلى انصباب يُنتج لاحقًا أعراض اصطكاك الورك الداخلية.

## الأسباب
لا أسباب واضحة لمتلازمة اصطكاك الورك لحد الآن كما أن داخل المجتمع الطبي بعض الالتباس فيما يتعلق بالسببية. تكون البداية في كثير من الأحيان خادعة وذلك إثر التقارير التي تنص على أن الإحساس «غير مؤلم» أو مجرد سماع طقطقة وفرقعة عند القيام ببعض الأنشطة. غالبًا ما يتجاهل الأفراد إحساس الفرقعة المفاجئة، ما يؤدي إلى انزعاج عند القيام بأنشطة بدنية في المستقبل.
يبدو أن الرياضيين يعانون من زيادة خطر الإصابة بمتلازمة اصطكاك الورك بسبب الحركات الجسدية الكثيرة والمتكررة. وعلى سبيل المثال نذكر راقصي الباليه، لاعبي الجمباز، راكبي الخيول، لاعبي سباقات المضمار والميادين ولاعبي كرة القدم، التدريب العسكري، أو أي تمرين قوي ومكثف. كما يمكن أن يؤدي انثناء الورك المتكرر إلى الإصابة. عادة ما يؤدي رفع الأثقال أو الركض المفرط إلى شدة سماكة الأوتار في منطقة الفخذ.
غالبًا ما تصيب متلازمة اصطكاك الورك المفاجئة الأشخاص الذين تتراوح أعمارهم بين 15 و 40 عامًا.

### خارج المفصل
عادةً ما ترتبط متلازمة اصطكاك الورك خارج المفصل بطول الساق (يعاني الجانب الأطول من الأعراض في معظم الحالات) وضيق في الشريط الشحمي على الجانب المصاب وضعف عضلات الورك المبعدة والدوارات الخارجية، وضعف استقرار الحوض القطني وآلية القدم غير الطبيعية. 
تحدث الطقطقة عند اصطكاك الورك الخارجي (مفصل خارجي جانبي) عندما يكون الجانب الخلفي السميك من السبيل الحرقفي الظنبوبي أو الجلوتوس ماكسيموس الأمامي (العضلة الألوية الكبرى) فوق المدور الكبير أثناء تمديد الورك.
يصف المريض عادة اصطكاك الورك الداخلي (خارج المفصل الوسطي) بأنه فرقعة أو غلق للورك بطريقة مفاجئة ومسموعة ويحدث ذلك عندما يستقر وتر اللفائف العضلية فوق البروزات العظمية.

### داخل المفصل
يبدو أن أسباب متلازمة اصطكاك الورك المفصلية داخل المفصل مشابهة إلى حد كبير للأسباب المتعلقة بالنوع خارج المفصل، ولكنها غالباً ما تتضمن مشكلة ميكانيكية أساسية في الطرف السفلي.
يميل الألم المرتبط بالنوع الداخلي إلى أن يكون أكثر حدة وبالتالي أكثر إنهاكًا من النوع الخارجي.
غالبًا ما تكون متلازمة اصطكاك الورك داخل المفصل مؤشراً على الإصابة بإحدى الإصابات مثل تمزق شفا الحُقّ أو تمزق الأربطة أو الأجسام الرخوة أو تلف الغضروف المفصلي أو التشنج الغضروفي الزليلي (تكوين الغضاريف في الغشاء الزليلي للمفصل).

## التشخيص
- قد تصور الموجات فوق الصوتية أثناء حركة الورك خلعًا للأوتار وأي التهاب كيسي مصاحب لذلك، وذلك عند تقييم ارتباط الأوعية الدموية في الحالات خارج المفصل الوسطي.
- أحيانًا، يمكن أن يحدد التصوير بالرنين المغناطيسي أسباب متلازمة اصطكاك الورك داخل المفصل.

## العلاج
عادة ما تكون هذه الحالة قابلة للشفاء مع العلاج المناسب، أو في بعض الأحيان تشفى من تلقاء نفسها. إذا كان لا وجود للألم، فلا يوجد سبب يدعو للقلق.
إن الهدف من العلاج هو منع تكرار أي تشوهات ميكانيكية حيوية تسهم في شد العضلات، مثل العضلة الحرقفية القطنية أو الشريط الحرقفي الظنبوبي. تُعد الإحالة إلى أخصائي ملائم لإجراء تشخيص دقيق أمرًا ضروريًا إذا لم تنجح المعالجة الذاتية أو إذا تداخلت الإصابة مع الأنشطة الطبيعية.
يتطلب العلاج الطبي للحالة تحديد علم الأمراض الأساسي وعلاج خياطي للحالة.
قد يقوم الفاحص بفحص طول وقوة وتر العضلات، وإجراء اختبار حركة للمفصل، وجس الفخذ المصاب على المدور الكبير لمعاينة الأعراض الجانبية أثناء النشاط البدني مثل المشي.

### العلاج المنزلي
يتضمن العلاج المنزلي الذي عولج على حساب الجيش الأمريكي لإصابة الأنسجة الرخوة في علاج العضلات الشحمية نظام (الترطيب، الإيبوبروفين، الراحة، الثلج، الضغط، رفع الرجل) لمدة لا تقل عن 48 إلى 72 ساعة بعد ظهور الألم. تشمل الراحة تجنب الجري أو المشي لمسافات طويلة (خاصة على التلال)، وتجنب التمارين مثل القفز أو رفع الساقين/ الركلات. قد تؤدي تمارين تمديد الهياكل المشدودة (العضلة الكمثرية والعضلة المبعدة للورك وعضلات فخذ الورك) إلى تخفيف الأعراض.  تمدد العضلات المذكورة (لمدة 30 ثانية)، ويكرر ذلك ثلاث مرات مفصولة بفترات راحة مدتها 30 ثانية إلى دقيقة واحدة، مرتين يوميًا لمدة ستة إلى ثمانية أسابيع.   هذا يتيح للمريض الرجوع لرياضة الجري إلى أن تختفي الأعراض تدريجيًا.

### العلاجات القائمة على الحقن
عادة ما تركز الحقن على الجراب الحرقفي. حقن الكورتيكوستيرويد هو الأكثر شيوعًا، ولكنه عادة ما يستمر لمدة معينة (من أسابيع إلى أشهر فقط). بالإضافة إلى ذلك، يمكن أن تشمل الآثار الجانبية للكورتيكوستيرويد زيادة في الوزن، وضعف الأنسجة المحيطة، وهشاشة العظام، مع الاستخدام المنتظم للدواء لفترة طويلة. قد يكون للعلاج الخلوي دور في العلاجات القائمة على الحقن في المستقبل، على الرغم من عدم وجود أبحاث حالية تثبت فعالية هذه العلاجات.

### العلاج الجراحي
إذا كان الدواء أو العلاج الطبيعي غير فعالين أو عُثر على هياكل غير طبيعية، فقد يوصى بإجراء عملية جراحية. نادراً ما يكون العلاج الجراحي ضروريًا، إلا في حالة وجود أمراض داخل المفصل. لدى المرضى الذين يعانون من استمرار أعراض العضلة القطنية المؤلمة، استُخدم الإفراج الجراحي لتقلص هذه العضلة عام 1984. تجري عملية تمديد العضلة القطنية والشريط الحرقفي الظنبوبي بالتنظير. بعد الجراحة، يخضع هؤلاء المرضى عادة للعلاج الطبيعي الشامل، قد يستغرق استعادة قوة المفصل الكاملة فترة تصل إلى 9-12 شهرًا.

## إعادة التأهيل
قد يحتاج المرضى إلى علاج متقطع باعتماد أدوية مضادة للالتهاب خالية من الستيرويد أو المسكنات البسيطة أثناء قيامهم بالأنشطة البدنية مجددًا. إذا استمر الألم الناجم عن التهاب الجراب، فقد يكون حقن الكورتيكوستيرويد مفيدًا.

### العلاج الطبيعي أو العلاج التدريبي الرياضي وإعادة التأهيل
يجب أن تكون كلتا التمارين الإيجابية والسلبية محور برنامج العلاج الطبيعي (تتضمن امتداد الورك والركبة).إن مدّ الورك والحد من انثناء الركبة الزائد يُجنب وضع عظم الفخذ المستقيم في موقف من القصور السلبي، وبالتالي تعظيم الامتداد إلى وتر العضلة القطنية. قد تكون تمارين تقوية عضلات الفخذ عاملًا مناسبًا للبرنامج. يمكن استخدام نظام دوائي مضاد للالتهابات غير الستيرويدية بالإضافة إلى تعديل نسبة النشاط البدني أو تحسينه.بمجرد أن تنقص حدة الأعراض، يمكن بدء برنامج رياضي لتمدد وتقوية المفاصل والعضلات. يعتبر النشاط الهوائي الخفيف (الإحماء) متبوعًا بتمديد وتقوية أوتار الركبة المناسبة، وحلقات الورك، وتمديد الشريط الحرقفي الظنبوبي مهمًا لتقليل نسبة رجوع الأعراض. تساعد الاستمرارية على هذه العلاجات في حل المشكلة في غضون 6-8 أسابيع. قد يكون التدليك أو الإفراج الليفي العضلي الذاتي تدخلاً فعالاً لمتلازمات اصطكاك الورك الخارجية.
يُقترح استخدام أساليب الأنسجة الرخوة لاستهداف العضلة القطنية لمتلازمة اصطكاك الورك العضلية المفصلية والعضلة الألوية الكبرى والعضلة الموترة للفافة العريضة والشريط الحرقفي الظنبوبي لمتلازمة الورك المفصلية الخارجية الجانبية ليكون فعالاً في علاج أعراض متلازمة اصطكاك الورك المفصلي.